# Картрайт, Сильвия
Дама Сильвия Роуз Картрайт (англ. Dame Silvia Rose Cartwright; 7 ноября 1943 года) — генерал-губернатор Новой Зеландии с 2001 по 2006 год. Юрист. Первая в истории страны женщина, занявшая пост главного судьи Главного окружного суда, первая женщина — судья Высокого суда.

## Биография
Сильвия была третьим ребёнком в семье. У неё было четыре сестры и брат. Родители были представителями рабочего класса. В середине 1960-х годов она начала изучать право в Университете Отаго. В это время местные девушки становились медсёстрами, учителями или секретарями. Их приоритетами были семьи. Карьера юриста выбивалась из местных обычаев. После первого курса остальные студентки отсеялись, и Картрайт осталась единственной девушкой на курсе.
После окончания вуза выпускники обычно проходили стажировки в юридических фирмах, но из-за сексистких нравов того времени у Сильвии не было такой возможности. Она начала работать судебным клерком. Во время первого выступления в суде в двадцать четыре года она получила записку от судьи, который рекомендовал ей носить более длинную юбку и избавиться от кружев на блузке. Бывший премьер-министр сэр Джеффри Палмер активно пытался ввести женщин на управленческие позиции в государстве. Он назначил Сильвию руководителем расследования деятельности Национальной женской больницы. Эта история сделала её известной в обществе, благодаря расследованию неэтичных исследований, связанных с лечением рака шейки матки.
В 1989 году Картрайт стала первой женщиной — судьёй Главного окружного суда Новой Зеландии. Спустя четыре года — судьёй Высокого суда, также первой женщиной на этой должности. В 2001 — 2006 годах была генерал-губернатором Новой Зеландии, став второй женщиной в истории страны, занимавшей этот пост. Позднее стала международным судьёй на Трибунале по военным преступлениям в Камбодже.